# 2010 في إسبانيا
فيما يلي قوائم الأحداث التي وقعت خلال عام 2010 في إسبانيا.

## سياسة

### تعيين في المنصب
- 16 ديسمبر – خوردي تورول عضو البرلمان الكاتالوني ‏.
- 16 ديسمبر – كارلس بوتشدمون عضو البرلمان الكاتالوني ‏.
- 26 ديسمبر – خوان لابورتا عضو البرلمان الكاتالوني ‏.
- 27 ديسمبر – أرتور ماس رئيس حكومة كاتالونيا.

### انتهاء فترة المنصب
- 1 يناير – خوان لابورتا رئيس نادي برشلونة.
- 22 سبتمبر – كارلس بوتشدمون عضو البرلمان الكاتالوني ‏.
- 5 أكتوبر – خوردي تورول عضو البرلمان الكاتالوني ‏.
- 27 ديسمبر – أرتور ماس Leader of the Opposition in Catalonia  [لغات أخرى]‏.

## رياضة
- 1 يناير – جائزة بلنسية الكبرى للدراجات النارية 2010
- 1 يناير – جائزة كتالونيا الكبرى للدراجات النارية 2010
- 1 يناير – طواف إسبانيا 2010
- 1 يناير – فولتا كاتالونيا 2010
- 11 يوليو – نهائي كأس العالم لكرة القدم 2010 الفائز منتخب إسبانيا لكرة القدم.
- 31 يوليو – طواف سان سيباستيان 2010

## ظهور
- 10 سبتمبر – بوينڨ

## أفلام
من الأفلام التي صدرت هذه السنة في إسبانيا:
- 1 يناير – بيوتيفول من إخراج أليخاندرو غونزاليز إيناريتو.
- 1 يناير – ثلاثة أمتار فوق السماء من إخراج فرناندو غونزاليس [الإنجليزية]‏.
- 1 يناير – مدفون من إخراج رودريغو كورتيس.
- 24 أبريل – غرفة في روما من إخراج خوليو ميديم.

## برامج ومسلسلات وأنمي
- دكتور مارتن
- هوسبيتال سنترال

## وفيات

### فبراير
- 12 فبراير – لويس مولوني (مواليد 1925) لاعب كرة قدم إسباني.
- 19 فبراير – خيسوس دييز ديل كورال (مواليد 1933) لاعب شطرنج إسباني.

### مارس
- 12 مارس – ميغيل ديليبيس (مواليد 1920) كاتب إسباني.

### أبريل
- 21 أبريل – خوان أنطونيو سامارانش (مواليد 1920)

### أغسطس
- 9 أغسطس – فرناندو فرنانديز (مواليد 1940)

### أكتوبر
- 12 أكتوبر – بيبين (مواليد 1931) لاعب كرة قدم إسباني.